# Magánzó

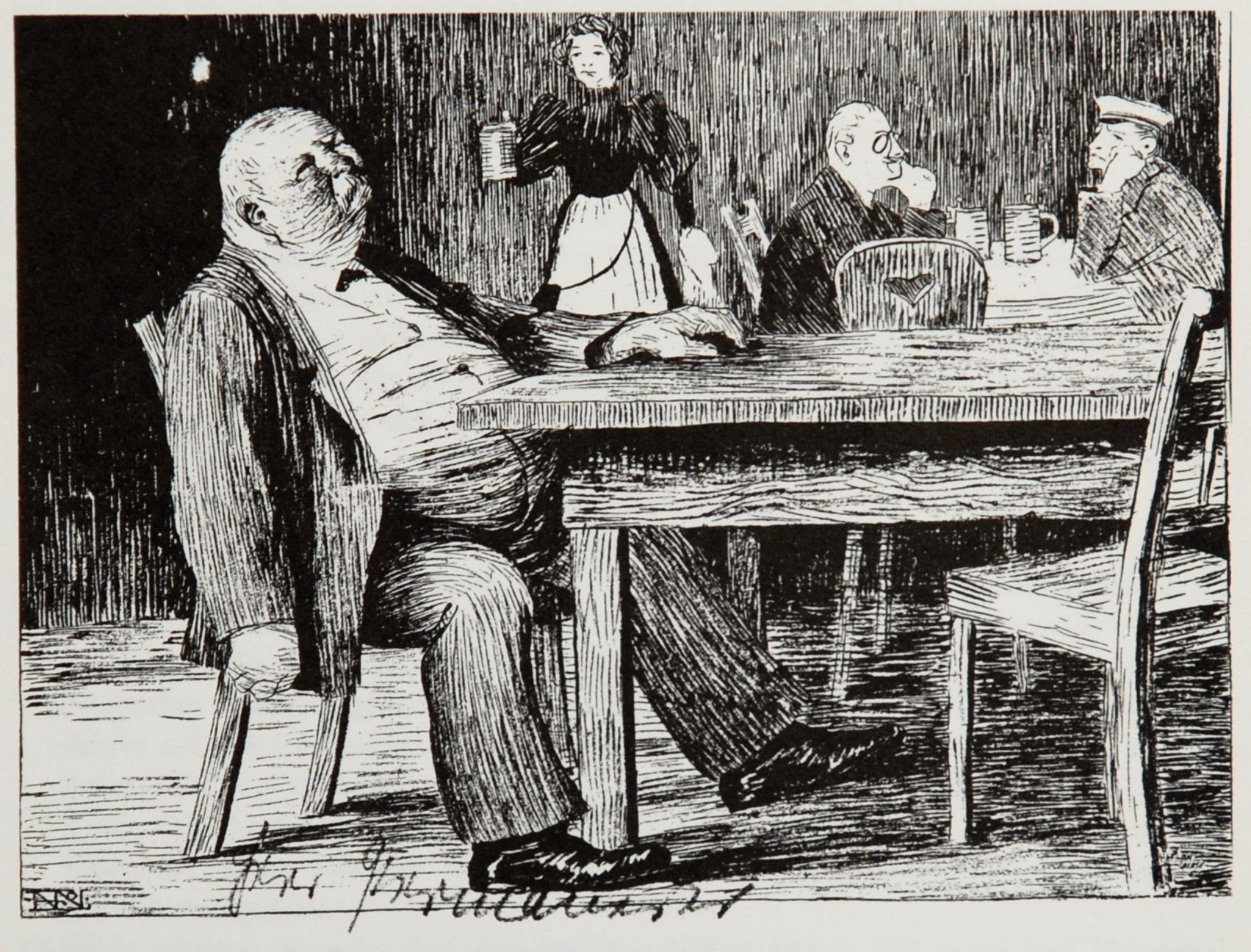
Alois Permaneder, Thomas Mann egyik regényének szereplője

A magánzó (németül Privatier) egykor foglalkozásjelző szó  volt, amelynek egykori értelme mára  lényegében feledésbe merült. Mai értelme leginkább így adható vissza: Foglalkozás nélküli, vagyonából vagy alkalmi, közelebbről meg nem határozható jövedelmekből élő személy.

## Története
"A magyar nyelv történeti-etimológiai szótára szerint a kifejezés 1833- ban magányzó alakban bukkant fel először a francia eredetű német terminus, a Privatier értelmében, vagyis mint „vagyonából, alkalmi jövedelmekből élő személy.” Ahhoz azonban, hogy magánzó hangalakban rögzüljön ez a jelentés, évtizedeknek kellett eltelnie." 
"Német-francia szók. Mi magyarok egész sereg francia szót használunk helytelen értelemben; azt hiszem, német kézből vettük át, minden meggondolás nélkül. Némelyiket a közhasználat annyira forgalomba hozta már, hogy bajos volna helyreigazítani, de a kevésbbé fölkapottakat még talán ki lehetne javítani. Ilyen helytelenségek: ...privatier, rentier (kamatból élő, magánzó) helyett.. Bizonyára van még több is. Tanulságosnak tartom ezen gyűjtést, mert aki ezt figyelembe veszi, óvakodni fog a leleplezett idegen szavak közül bármelyiket is használni s helyes magyarsággal pótolja." 

A „magánzó” önálló címszóként 1873-ban jelent meg először A magyar nyelv teljes szótárában, Ballagi Mór szerkesztésében, immár kizárólag új jelentésével: „aki saját jövedelméből, hivatal nélkül, függetlenül él”.
A Pallas által 1885-ben kiadott Magyar lexikon szinte szóról szóra követi a Ballagi-féle meghatározást: a magánzó „oly személy, a ki saját jövedelméből hivatal nélkül függetlenül él”. A hivatal és a jövedelem szavak tartalmát is hasonlóképp adja meg.
Az 1893 és 1896 között megjelent Pallas nagy lexikona szerint magánzó „az, aki nyilvános hivatalt nem tölt be, s tőkéjéből él”.
A Révai nagy lexikonának 1915-ben megjelent kötete szerint a magánzónak „hivatásszerű foglalkozása nincs, tőkéjéből él”.
Egykor ez a fogalom azt jelentette, hogy az ilyen személy a vagyonának terhére fontos közügyek finanszírozását támogatja. (A mecénáshoz ill. a szponzorhoz hasonló fogalom, csakhogy a magánzónak nincsenek ipari/mezőgazdasági stb. érdekeltségei.)